# Adrian Kempe
Michael Adrian Kempe, född 13 september 1996 i Kramfors, är en svensk professionell ishockeyspelare som spelar för Los Angeles Kings i NHL. Han har tidigare spelat för Ontario Reign och Manchester Monarchs i AHL och Modo Hockey i SHL.
Hans äldre bror Mario Kempe är också en professionell ishockeyspelare.

## Karriär

### Los Angeles Kings
I NHL-draften 2014 blev han draftad i första rundan, som nummer 29 totalt, av Los Angeles Kings. Han spelade sin första match för Kings i februari 2017.

## Klubbar
- Kramfors-Alliansen Moderklubb
- Djurgården Hockey 2011–2012
- Modo Hockey 2012–2015
- Los Angeles Kings 2015–